# Poka (Georgia)
Poka (en georgiano: ფოკა; en armenio: Փոկա, romanizado: Poga) es un pueblo de Georgia ubicado en el sureste de la región de Mesjetia-Yavajetia, siendo parte del municipio de Ninotsminda. 

## Geografía
Poka está a orillas del lago Paravani, a 28 km de Ninotsminda.

## Historia
Un templo apareció aquí en el siglo XI durante el reinado de Bagrat IV de Georgia. En el siglo XVI, los persas asaltaron este lugar y el lugar quedó despoblado. 
Después de la guerra ruso-turca (1828-1929), la migración organizada por el general ruso Paskevich y el arzobispo Karapet Bagratun, que fue permitida por la famosa paz de Adrianópolis, resultó en la llegada de armenios de Kars, Ardagan, Erzurum y Artvin. Básicamente, todos venían del pueblo, que estaba ubicado cerca de Ardagan. Sus antepasados se convirtieron en refugiados del Imperio otomano, debido a que comenzaron las palizas masivas a la población civil armenia, llegaron a estas tierras alrededor de la década de 1860.
Al igual que otras comunidades habitadas por armenios de Yavajetia, Poka tuvo una salida de población durante los últimos años después del colapso de la Unión Soviética.

## Demografía
La evolución demográfica de Poka entre 2002 y 2014 fue la siguiente:
| 2007                                            | 1176 |
| (Fuente: Population of Georgia in Soviet times) |      |

Según los datos del censo de 2014, los armenios suponen el 98,6% de la población local y los georgianos sólo el 1,2%.

## Economía

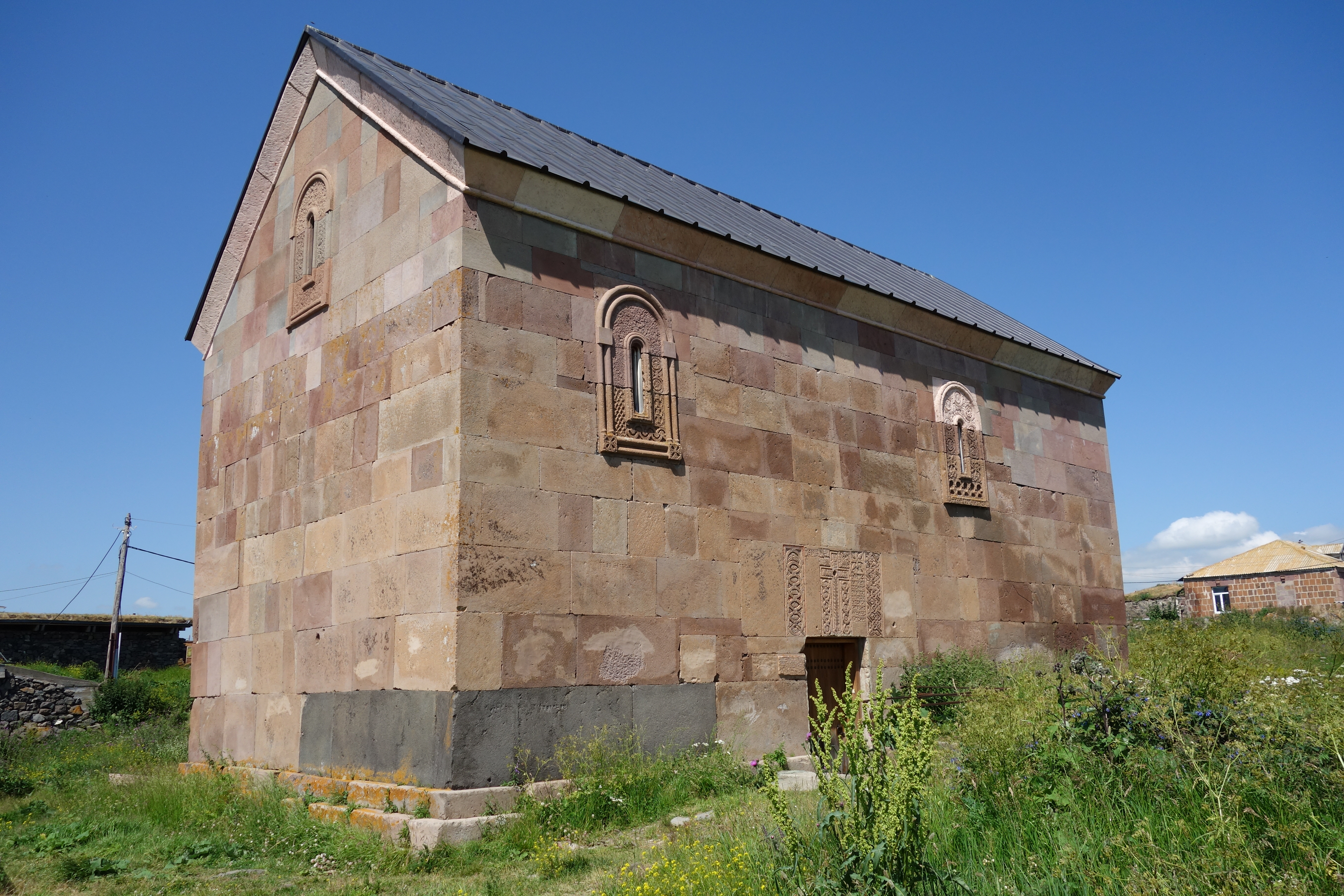
Iglesia de Santa Nina en Poka

Las principales ocupaciones de la población de la comunidad son la agricultura y la ganadería, pues la región es rica en pastos.

## Infraestructura

### Lugares de interés
El convento de Santa Nina es un pequeño monasterio, famoso por su templo del siglo XI y su producción de queso. En el pueblo se conservan las ruinas del castillo medieval, en el que se distinguen los estratos constructivos de la época feudal media anterior y anterior.

### Transporte
La línea ferroviaria Tiflis-Ajalkalaki pasa cerca del pueblo, parando en la estación de tren de Pokani.